# Pierre Baguette Cycling
La Pierre Baguette Cycling è una squadra slovacca di ciclismo su strada maschile attiva nel professionismo dal 2023, quando ha ottenuto la licenza UCI Continental Team.
È attualmente gestita dall'ex ciclista professionista slovacco Ján Valach, ex direttore sportivo di Tinkoff, Bora-Hansgrohe e TotalEnergies, squadre dove militava il connazionale Peter Sagan.
Il 20 marzo 2024 ingaggia proprio il tre volte campione mondiale, ritiratosi dal ciclismo su strada a fine 2023 con l'obiettivo di gareggiare con lui alcune selezionate corse del calendario mondiale, a partire dal Giro d'Ungheria e far crescere i giovani del team.